# جاي د. ألين
جاي د. ألين (بالإنجليزية: J. D. Allen III)‏ هو عازف جاز أمريكي، ولد في 11 ديسمبر 1972 في ديترويت في الولايات المتحدة.

## وصلات خارجية
- الموقع الرسمي
- جاي د. ألين على موقع ميوزك برينز (الإنجليزية)
- جاي د. ألين على موقع أول ميوزيك (الإنجليزية)
- جاي د. ألين على موقع ديسكوغز (الإنجليزية)
- جاي د. ألين على موقع ديسكوغز (الإنجليزية)